# Mermelada

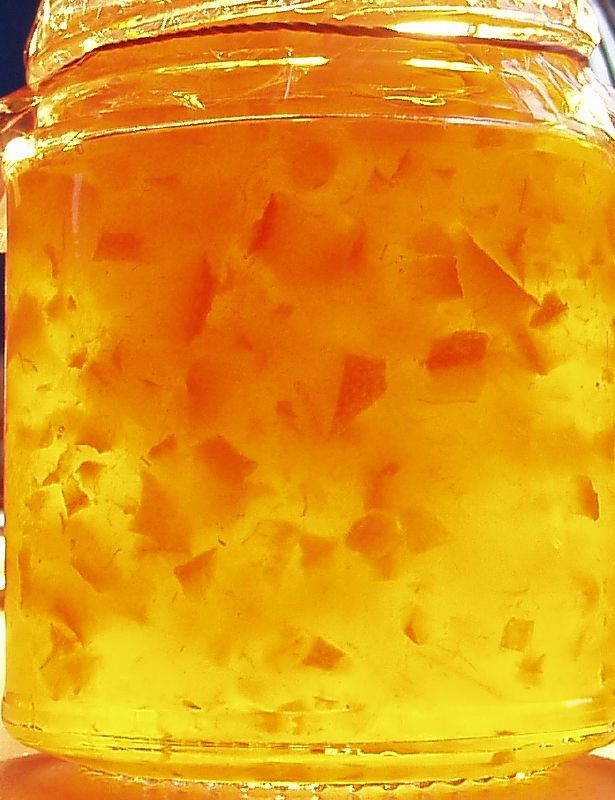
Mermelada o «marmalade» de naranja en frasco.

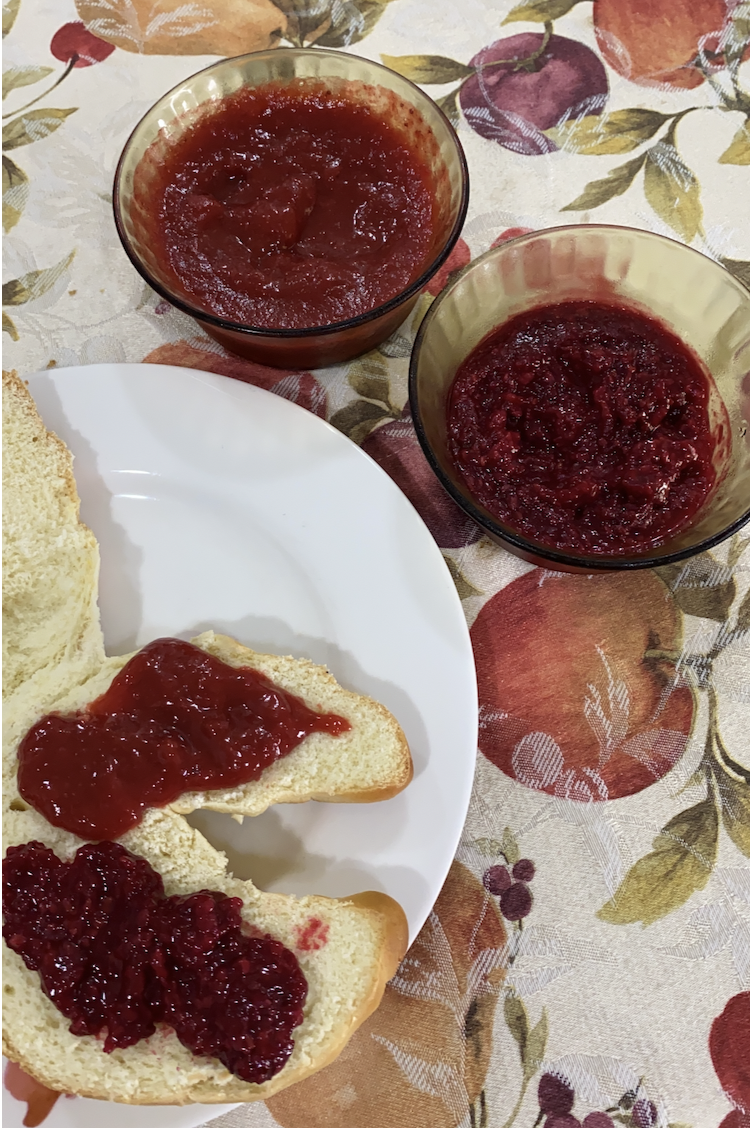
Mermeladas caseras de fresa y frutos rojos

La mermelada (del portugués marmelada) es una conserva de fruta cocida en azúcar. Su composición y preparación es similar a la de la confitura, si bien es diferente a la jalea y al dulce de membrillo. Ligado a la mermelada existe también el término «marmalade» o mermelada elaborada a partir de cítricos o agrios.

## Origen del nombre
La palabra mermelada proviene de marmelada, del portugués, que significa "confitura de membrillo", y ésta a su vez del latín melimelum (un tipo de manzana), que tiene su origen en el griego antiguo melimelon (meli=miel y Μήλον=meélon=manzana). Los griegos de la antigüedad ya cocían los  membrillos en miel, según se recoge en el libro de cocina del romano Apicio.
En 1238, el murciano andalusí Ibn Razin al-Tuyibi en su libro de gastronomía Relieves de las mesas, acerca de las delicias de la comida y los diferentes platos se refiere a la mermelada como a unas obleas que se desmigaban en miel o sirope para elaborar dulces. En 1480, el término aparece por primera vez en documentos en inglés, divulgándose en el siglo XVII. Es en ese siglo cuando se elaboran por primera vez en Escocia las mermeladas de naranjas de Sevilla. La palabra se extendió por varios países europeos para designar conservas dulces sólo hechas con cítricos, en otros se empleó como sinónimo de "confitura de fruta", y en Portugal ha conservado su sentido original de dulce de membrillo.

## Características y elaboración
Aunque la proporción de fruta y azúcar varía en función del tipo de mermelada, del punto de maduración de la fruta y de otros factores, el punto de partida habitual es que la proporción sea 1:1 en peso. Cuando la mezcla alcanza los 105 °C, el ácido y la pectina de la fruta reaccionan con el azúcar haciendo que al enfriarse la mezcla quede sólida. Para que se forme la mermelada es importante que la fruta contenga pectina. Algunas frutas con pectina son: las manzanas, los cítricos, y numerosas frutas del bosque, exceptuando las fresas y las zarzamoras, por ejemplo. Para elaborar mermelada de estas frutas la industria añade pectina pura, pero el método casero consistía en añadir otra fruta con abundante pectina al dos por ciento (manzanas o jugo de limón, por ejemplo).
Es importante tener en cuenta cuando se cocina la mermelada el estado de las frutas que se usan en la receta. Lo ideal es utilizar fruta en un estado de maduración adecuado o una mezcla de fruta madura y no madura.

## Legislación
En España la legislación acerca de la elaboración y venta de conservas vegetales, conforme al marco normativo de la Comunidad Económica Europea en esta materia define la mermelada como el «producto preparado por cocción de frutas enteras, troceadas,trituradas, tamizadas o no, a las que se han incorporado azúcares hasta conseguir un producto semilíquido o espeso», regulando las proporciones y cualidades de las materias primas.
Además, recoge el término «marmalade» o, adaptada la normativa al español funcional, «mermelada de cítricos», y lo define como «la mezcla, con la consistencia gelificada apropiada, de agua, de azúcares y de uno o varios de los productos siguientes, obtenidos a partir de cítricos: pulpa, puré, zumo, extractos acuosos y pieles».

## Mermelada de cítricos
La «mermelada de cítricos» o marmalade,  es una mermelada o confitura hecha específicamente con frutos cítricos. En español este elaborado no se distingue de la denominación genérica «mermelada» que, sin embargo, en inglés se específica con la denominación de «marmalade» y se refiere a la conserva elaborada con pulpa de cítricos. En España la legislación reconoce la denominación «marmalade» restringida a los productos obtenidos a partir de cítricos. Esta misma normativa contempla también el uso de cítricos en la elaboración de la confitura, que «se podrá obtener con cítricos a partir del fruto entero, cortado en tiras o en rodajas». La denominación «jalea de marmalade» podrá utilizarse cuando «el producto esté totalmente desprovisto de materias insolubles, a excepción, eventualmente, de pequeñas cantidades de piel cortada muy fina». 

### Aspectos lingüísticos
«Mermelada», en español; «marmelada» (dulce de membrillo), en portugués; y «marmalade» (mermelada de cítricos), en inglés, son palabras que aparentemente se refieren a lo mismo. Sin embargo, se trata de falsos amigos y cada término posee un significado distinto. Las legislaciones española y comunitaria utilizan «marmalade» como sustantivo específico para referirse a las mermeladas de cítricos.